# Вощиньский, Лукаш
Лу́каш Вощи́ньский (пол. Łukasz Woszczyński; 13 февраля 1983, Валч) — польский гребец-каноист, выступал за сборную Польши на всём протяжении 2000-х годов. Участник летних Олимпийских игр в Афинах, дважды серебряный призёр чемпионатов мира, двукратный чемпион Европы, победитель многих регат национального и международного значения.

## Биография
Лукаш Вощиньский родился 13 февраля 1983 года в городе Валче Западно-Поморского воеводства. Активно заниматься греблей начал с раннего детства, проходил подготовку в Гожуве-Велькопольском в местном спортивном клубе AZS AWF.
Первого серьёзного успеха на взрослом международном уровне добился в 2003 году, когда попал в основной состав польской национальной сборной и побывал на чемпионате мира в американском Гейнсвилле, откуда привёз награду серебряного достоинства, выигранную в зачёте четырёхместных каноэ на дистанции 500 метров (изначально выиграл бронзу, но впоследствии сместился в итоговом протоколе на второе место, после того как положительную допинг-пробу сдал российский гребец Сергей Улегин, и весь экипаж из России был дисквалифицирован).
В 2004 году Вощиньский одержал победу на домашнем чемпионате Европы, обогнав всех соперников в двойках на тысяче метрах. Благодаря череде удачных выступлений удостоился права защищать честь страны на летних Олимпийских играх в Афинах — стартовал здесь вместе в напарником Михалом Сливиньским в километровой программе каноэ-двоек, благополучно дошёл до финальной стадии, однако в решающем заезде финишировал только пятым, немного не дотянув до призовых позиций.
После афинской Олимпиады Лукаш Вощиньский остался в основном составе гребной команды Польши и продолжил принимать участие в крупнейших международных регатах. Так, в 2005 году на ещё одном европейском первенстве в Познани он получил серебро в двойках на пятистах метрах, проиграв лишь экипажу из Германии. Год спустя завоевал золотую медаль на чемпионате Европы в чешском Рачице и серебряную медаль на чемпионате мира в венгерском Сегеде, в полукилометровой и километровой программах четырёхместных каноэ соответственно. Ещё через год добавил в послужной список серебряную награду, полученную в четвёрках на пятистах метрах на европейском первенстве в испанской Понтеведре. Последний раз показал сколько-нибудь значимый результат на международной арене в сезоне 2008 года, когда в четвёрках на тысяче метрах выиграл бронзу на чемпионате Европы в Милане. Вскоре по окончании этих соревнований принял решение завершить карьеру профессионального спортсмена, уступив место в сборной молодым венгерским гребцам.